# Ovatus inulae
Ovatus inulae är en insektsart som först beskrevs av Walker 1849.  Ovatus inulae ingår i släktet Ovatus och familjen långrörsbladlöss. Inga underarter finns listade i Catalogue of Life.